# Sari Krooks
Sari Kristiina Krooks (* 2. Februar 1968 in Vaasa) ist eine ehemalige finnische Eishockeyspielerin, die mit der finnischen Nationalmannschaft die Bronzemedaille bei den Olympischen Winterspielen 1998 gewonnen hat.

## Karriere
Sari Krooks begann ihre Karriere bei 1983 bei Vaasan Sport und erreichte mit dieser Mannschaft 1986 den dritten Platz der finnischen Meisterschaft, der Naisten SM-sarja. Ende der 1980er Jahre ging sie nach Nordamerika und spielte in der Folge für die North York Aeros und Russel Invaders. Während der Saison 1993/94 ging sie wieder für Vaasan Sport aufs Eis, ehe sie sich 1995 ein Bein brach und dadurch die Europameisterschaft 1996 verpasste. 1996 begann sie ein Studium an der York University in Toronto und spielte für dessen Eishockeyteam in der Ontario University Athletics (OUA), einer College-Liga.
1997 kehrte sie nach Finnland zurück und war für Ilves Tampere in der SM-sarja aktiv, ehe sie 1998 wieder ihr Studium an der York University aufnahm. Parallel ging sie weiter für die Beatrice Aeros in der NWHL aufs Eis.
Zwischen 2003 und 2005 war Krooks für den DHC Lyss in der Leistungsklasse A aktiv, ehe sie ihre aktive Karriere beendete. In der Naisten SM-sarja absolvierte sie insgesamt 77 Partien, in denen sie 187 Tore erzielte und weitere 45 vorbereitete.

### International
Sari Krooks vertrat die finnische Nationalmannschaft bei den Olympischen Winterspielen 1998, fünf Weltmeisterschaften und drei Europameisterschaften. Dabei gewann sie 1998 die olympische Silbermedaille sowie Weltmeisterschafts-Bronzemedaillen in den Jahren 1990, 1992, 1994, 1997 und 1999. Zudem erreichte sie drei Europameisterschaftstitel – 1989, 1991 und 1995. Insgesamt absolvierte sie 90 Länderspiele, in denen sie 51 Tore, 40 Torvorlagen und insgesamt 91 Scorerpunkte – bei 114 Strafminuten – sammelte.
2009 wurde sie für ihre Verdienste um das finnische Fraueneishockey mit der Aufnahme in die Finnische Eishockey-Ruhmeshalle geehrt.

## Erfolge und Auszeichnungen
| - 1989 Goldmedaille bei der Europameisterschaft - 1989 Beste Stürmerin und All-Star-Team der Europameisterschaft - 1990 Bronzemedaille bei der Weltmeisterschaft - 1991 Goldmedaille bei der Europameisterschaft - 1992 Bronzemedaille bei der Weltmeisterschaft - 1994 Bronzemedaille bei der Weltmeisterschaft - 1995 Goldmedaille bei der Europameisterschaft | - 1995 Beste Stürmerin der Europameisterschaft - 1997 Bronzemedaille bei der Weltmeisterschaft - 1997 All-Star-Team der Ontario University Athletics - 1998 Bronzemedaille bei den Olympischen Winterspielen - 1999 Bronzemedaille bei der Weltmeisterschaft - 2000 All-Star-Team der Ontario University Athletics |